# L'Ascension
L'Ascension es un municipio canadiense situado en la provincia de Quebec.

## Superficie
L'Ascension tiene una superficie de 334,82 km².

## Demografía
En 2021, tenía 899 habitantes, una densidad poblacional de 2,7 hab./km², y 880 viviendas.